# قاموس المورد
المورد هو اسم يُطلق على أسرة معجمات أصدرها البعلبكية (منير ورمزي وروحي) عن دار العلم للملايين في الفترة الممتدة بين عامي 1967 و2022م. تنوعت إصدارات الأسرة لغةً ووجهةً وأسلوباً، في ما يخص اللغة شملت المعاجم العربية والإنجليزية والإيطالية والألمانية والإسبانية، وفيما يخص الوجهة، فقد وجِّه أغلبها إلى العموم، ولكن خُصصت العديد من الإصدارات لطلاب المدارس الإعدادية والثانوية ونحوها، وزُينت بعضٌ من إصدارات الطلاب بالرسوم، فباتت معاجم طلاب مُصورَّة.
بعضٌ من أسرة معجمات المورد وحيد اللغة، نحو المورد العربي، وأكثرها ثنائي اللغة، غالباً إنكليزي عربي أو عربي إنكليزي، وبعضها كان مزدوجاً، أي إنكليزي عربي وعربي إنكليزي في آن واحد. صدرت بعضٌ من معجمات المورد ثلاثية اللغة، أي تشمل ثلاث لغات هي العربية والإنجليزية والفرنسية.
كان معجم المورد، إنكليزي عربي، الذي صدر في عام 1967م هو أول معاجم هذه الأسرة، وقد طُبع 41 مرة آخرها سنة 2007، منها 10 مرات بعد وفاة مؤلفه منير البعلبكي، ثٌمَّ حل محله معجم المورد الحديث، وطُبع، بدءاً من العام 2008، 7 طبعات آخرها سنة 2016م، وقد أكمل مسيرة تطوير المعجم وتحديثه رمزي البعلبكي بن منير، وقد احتفظ باسم أبيه ليذكر مع المؤلفين.

## أسرة معاجم المورد

### وحيدة اللغة
تشمل هذه الفئة معجمان فقط: المورد العربي، صدر سنة 2016 وله طبعة واحدة، والمورد العربي للطلاب، وهو معجم مُصوَّر صدر سنة 2019 وله طبعة واحدة.

#### المورد العربي
| # | صورة الغلاف | الاسم الكامل                                                  | المؤلف        | رقم الطبعة | تاريخ النشر | مرجع  |
| - | ----------- | ------------------------------------------------------------- | ------------- | ---------- | ----------- | ----- |
| 1 |             | المورد العربي : قاموس اللغة العربيّة المعاصرة مع كل المترادفات | روحي البعلبكي | 1          | 2016        | [ 1 ] |

#### المورد العربي للطلاب
| # | صورة الغلاف | الاسم الكامل                                                          | المؤلف        | رقم الطبعة | تاريخ النشر | مرجع  |
| - | ----------- | --------------------------------------------------------------------- | ------------- | ---------- | ----------- | ----- |
| 2 |             | المورد العربي للطلاب: قاموس مدرسي للغة العربية المعاصرة مع المترادفات | روحي البعلبكي | 1          | 2019        | [ 2 ] |

### ثنائية اللغة

#### إنكليزية عربية
وتشمل 7 معجمات هي المورد الأكبر (طبعة وحيدة) والمورد (41 طبعة) والمورد الحديث (8 طبعات) والمورد الوسيط
والمورد الميسر والمورد القريب والمورد الصغير.

##### المورد الأكبر
| # | صورة الغلاف | الاسم الكامل                           | المؤلف                                       | رقم الطبعة | تاريخ النشر | مرجع  |
| - | ----------- | -------------------------------------- | -------------------------------------------- | ---------- | ----------- | ----- |
| 3 |             | المورد الأكبر: قاموس إنكليزي عربي حديث | منير البعلبكي (نُشر بعد وفاته)، رمزي البعلبكي | 1          | 2005        | [ 3 ] |

##### المورد: إنكليزي عربي
| #  | صورة الغلاف | الاسم الكامل               | المؤلف        | رقم الطبعة | تاريخ النشر | مرجع   |
| -- | ----------- | -------------------------- | ------------- | ---------- | ----------- | ------ |
| 4  |             | المورد: قاموس إنكليزي عربي | منير البعلبكي | 1          | 1967        | [ 4 ]  |
| 5  |             | المورد: قاموس إنكليزي عربي | منير البعلبكي | 2          | 1969        | [ 5 ]  |
| 6  | 3           | المورد: قاموس إنكليزي عربي | منير البعلبكي | 1970       | [ 6 ]       |        |
| 7  |             | المورد: قاموس إنكليزي عربي | منير البعلبكي | 4          | 1971        | [ 7 ]  |
| 8  |             | المورد: قاموس إنكليزي عربي | منير البعلبكي | 5          | 1972        | [ 8 ]  |
| 9  |             | المورد: قاموس إنكليزي عربي | منير البعلبكي | 6          | 1973        | [ 9 ]  |
| 10 |             | المورد: قاموس إنكليزي عربي | منير البعلبكي | 7          | 1974        | [ 10 ] |
| 11 |             | المورد: قاموس إنكليزي عربي | منير البعلبكي | 8          | 1975        | [ 11 ] |
| 12 |             | المورد: قاموس إنكليزي عربي | منير البعلبكي | 9          | 1975        | [ 12 ] |
| 13 |             | المورد: قاموس إنكليزي عربي | منير البعلبكي | 10         | 1976        | [ 13 ] |
| 14 |             | المورد: قاموس إنكليزي عربي | منير البعلبكي | 11         | 1977        | [ 14 ] |
| 15 |             | المورد: قاموس إنكليزي عربي | منير البعلبكي | 12         | 1978        | [ 15 ] |
| 16 |             | المورد: قاموس إنكليزي عربي | منير البعلبكي | 13         | 1979        | [ 16 ] |
| 17 |             | المورد: قاموس إنكليزي عربي | منير البعلبكي | 14         | 1980        | [ 17 ] |
| 18 |             | المورد: قاموس إنكليزي عربي | منير البعلبكي | 15         | 1981        | [ 18 ] |
| 19 |             | المورد: قاموس إنكليزي عربي | منير البعلبكي | 16         | 1982        | [ 19 ] |
| 20 |             | المورد: قاموس إنكليزي عربي | منير البعلبكي | 17         | 1983        | [ 20 ] |
| 21 |             | المورد: قاموس إنكليزي عربي | منير البعلبكي | 18         | 1984        | [ 21 ] |
| 22 |             | المورد: قاموس إنكليزي عربي | منير البعلبكي | 19         | 1985        | [ 22 ] |
| 23 |             | المورد: قاموس إنكليزي عربي | منير البعلبكي | 20         | 1986        | [ 23 ] |
| 24 |             | المورد: قاموس إنكليزي عربي | منير البعلبكي | 21         | 1987        | [ 24 ] |
| 25 |             | المورد: قاموس إنكليزي عربي | منير البعلبكي | 22         | 1988        | [ 25 ] |
| 26 |             | المورد: قاموس إنكليزي عربي | منير البعلبكي | 23         | 1989        | [ 26 ] |
| 27 |             | المورد: قاموس إنكليزي عربي | منير البعلبكي | 24         | 1990        | [ 27 ] |
| 28 |             | المورد: قاموس إنكليزي عربي | منير البعلبكي | 25         | 1991        | [ 28 ] |
| 29 |             | المورد: قاموس إنكليزي عربي | منير البعلبكي | 26         | 1992        | [ 29 ] |
| 30 |             | المورد: قاموس إنكليزي عربي | منير البعلبكي | 27         | 1993        | [ 30 ] |
| 31 |             | المورد: قاموس إنكليزي عربي | منير البعلبكي | 28         | 1994        | [ 31 ] |
| 32 |             | المورد: قاموس إنكليزي عربي | منير البعلبكي | 29         | 1995        | [ 32 ] |
| 33 |             | المورد: قاموس إنكليزي عربي | منير البعلبكي | 30         | 1996        | [ 33 ] |
| 34 |             | المورد: قاموس إنكليزي عربي | منير البعلبكي | 31         | 1997        | [ 34 ] |
| 35 |             | المورد: قاموس إنكليزي عربي | منير البعلبكي | 32         | 1998        | [ 35 ] |
| 36 |             | المورد: قاموس إنكليزي عربي | منير البعلبكي | 33         | 1999        | [ 36 ] |
| 37 |             | المورد: قاموس إنكليزي عربي | منير البعلبكي | 34         | 2000        | [ 37 ] |
| 38 |             | المورد: قاموس إنكليزي عربي | منير البعلبكي | 35         | 2001        | [ 38 ] |
| 39 |             | المورد: قاموس إنكليزي عربي | منير البعلبكي | 36         | 2002        | [ 39 ] |
| 40 |             | المورد: قاموس إنكليزي عربي | منير البعلبكي | 37         | 2003        | [ 40 ] |
| 41 |             | المورد: قاموس إنكليزي عربي | منير البعلبكي | 38         | 2004        | [ 41 ] |
| 42 |             | المورد: قاموس إنكليزي عربي | منير البعلبكي | 39         | 2005        | [ 42 ] |
| 43 |             | المورد: قاموس إنكليزي عربي | منير البعلبكي | 40         | 2006        | [ 43 ] |
| 44 |             | المورد: قاموس إنكليزي عربي | منير البعلبكي | 41         | 2007        | [ 44 ] |

##### المورد الحديث
ابتدأ نشر هذا المعجم في سنة 2008 وصدرت منه 8 طبعات متتالية كان آخرها سنة 2016. طوره رمزي البعبلكي انطلاقاً من قاموس المورد، الذي توقف عن الصدور في السنة السابقة،[بحاجة لمصدر] وحافظ على ذكر اسم والده منير بصفته المؤلف الأول للعمل. صدرت طبعات المورد الحديث، مثل سائر القواميس في أسرة المعاجم هذه، في بيروت عن دار العلم للملايين.
| #  | صورة الغلاف | الاسم الكامل                      | المؤلف                       | رقم الطبعة | تاريخ النشر | مرجع   |
| -- | ----------- | --------------------------------- | ---------------------------- | ---------- | ----------- | ------ |
| 45 |             | المورد الحديث: قاموس إنكليزي عربي | منير البعلبكي، رمزي البعلبكي | 1          | 2008        | [ 45 ] |
| 46 |             | المورد الحديث: قاموس إنكليزي عربي | منير البعلبكي، رمزي البعلبكي | 2          | 2009        | [ 46 ] |
| 47 |             | المورد الحديث: قاموس إنكليزي عربي | منير البعلبكي، رمزي البعلبكي | 3          | 2010        | [ 47 ] |
| 48 |             | المورد الحديث: قاموس إنكليزي عربي | منير البعلبكي، رمزي البعلبكي | 4          | 2012        | [ 48 ] |
| 49 |             | المورد الحديث: قاموس إنكليزي عربي | منير البعلبكي، رمزي البعلبكي | 5          | 2013        | [ 49 ] |
| 50 |             | المورد الحديث: قاموس إنكليزي عربي | منير البعلبكي، رمزي البعلبكي | 6          | 2014        | [ 50 ] |
| 51 |             | المورد الحديث: قاموس إنكليزي عربي | منير البعلبكي، رمزي البعلبكي | 7          | 2015        | [ 51 ] |
| 52 |             | المورد الحديث: قاموس إنكليزي عربي | منير البعلبكي، رمزي البعلبكي | 8          | 2016        | [ 52 ] |

##### المورد الوسيط
| # | صورة الغلاف | الاسم الكامل                                                       | المؤلف        | رقم الطبعة | تاريخ النشر | مرجع   |
| - | ----------- | ------------------------------------------------------------------ | ------------- | ---------- | ----------- | ------ |
| 1 |             | المورد الوسيط: قاموس إنكليزي عربي لطلاب المدارس المتوسطة والثانوية | منير البعلبكي | 1          | 1971        | [ 53 ] |

##### المورد: عربي إنكليزي
معجم عربي إنكليزي من إعداد روحي البعلبكي صدر له 24 طبعة أولها سنة 1988م وآخرها سنة 2014م.
| # | صورة الغلاف | الاسم الكامل               | المؤلف        | رقم الطبعة | تاريخ النشر | مرجع   |
| - | ----------- | -------------------------- | ------------- | ---------- | ----------- | ------ |
| - | -           | المورد: قاموس عربي إنكليزي | روحي البعلبكي | 1          | 1988        | [ 54 ] |
| - |             | المورد: قاموس عربي إنكليزي | روحي البعلبكي | 7          | 1995        | [ 55 ] |
| - | 16          | المورد: قاموس عربي إنكليزي | روحي البعلبكي | 2002       | [ 56 ]      |        |

##### المورد الوسيط: عربي إنكليزي
معجم عربي إنكليزي من إعداد روحي البعلبكي صدر له عدة طبعات أولها سنة 1991م.
| # | صورة الغلاف | الاسم الكامل                      | المؤلف        | رقم الطبعة | تاريخ النشر | مرجع   |
| - | ----------- | --------------------------------- | ------------- | ---------- | ----------- | ------ |
| - | -           | المورد الوسيط: قاموس عربي إنكليزي | روحي البعلبكي | 1          | 1991        |        |
| - |             | المورد الوسيط: قاموس عربي إنكليزي | روحي البعلبكي | 10         | 2005        | [ 57 ] |

##### المورد الميسر: عربي إنكليزي
| # | صورة الغلاف | الاسم الكامل                    | المؤلف                | رقم الطبعة | تاريخ النشر | مرجع   |
| - | ----------- | ------------------------------- | --------------------- | ---------- | ----------- | ------ |
| - |             | المورد: قاموس عربي إنكليزي مبسط | المورد: روحي البعلبكي | 1          | 1992        |        |
| - |             | المورد: قاموس عربي إنكليزي مبسط | المورد: روحي البعلبكي | 3          | 1997        | [ 58 ] |
| - |             | المورد: قاموس عربي إنكليزي مبسط | المورد: روحي البعلبكي | 7          | 2006        | [ 59 ] |

##### المورد القريب: عربي إنكليزي
معجم جيب عربي إنكليزي من إعداد روحي البعلبكي صدر له عدة طبعات أولها سنة 1991م.
| # | صورة الغلاف | الاسم الكامل                          | المؤلف        | رقم الطبعة | تاريخ النشر | مرجع   |
| - | ----------- | ------------------------------------- | ------------- | ---------- | ----------- | ------ |
| - | -           | المورد القريب: قاموس جيب عربي إنكليزي | روحي البعلبكي | 1          | 1991        |        |
| - |             | المورد القريب: قاموس جيب عربي إنكليزي | روحي البعلبكي | 15         | 2004        | [ 60 ] |

#### غير إنكليزية عربية

##### المورد: عربي إيطالي
| # | صورة الغلاف | الاسم الكامل              | المؤلف        | رقم الطبعة | تاريخ النشر | مرجع |
| - | ----------- | ------------------------- | ------------- | ---------- | ----------- | ---- |
| - |             | المورد: قاموس عربي إيطالي | روحي البعلبكي | 1          | 1998        | -    |
| - | 2           | المورد: قاموس عربي إيطالي | روحي البعلبكي | 2000       | -           |      |
| - | 3           | المورد: قاموس عربي إيطالي | روحي البعلبكي | 2006       | -           |      |
| - | 4           | المورد: قاموس عربي إيطالي | روحي البعلبكي | 2007       | -           |      |
| - | 5           | المورد: قاموس عربي إيطالي | روحي البعلبكي | 2009       | -           |      |

##### المورد: عربي إسباني
| # | صورة الغلاف | الاسم الكامل              | المؤلف        | رقم الطبعة | تاريخ النشر | مرجع |
| - | ----------- | ------------------------- | ------------- | ---------- | ----------- | ---- |
| - |             | المورد: قاموس عربي إسباني | روحي البعلبكي | 1          | 1999        | -    |
| - | 2           | المورد: قاموس عربي إسباني | روحي البعلبكي | 2001       | -           |      |
| - | 3           | المورد: قاموس عربي إسباني | روحي البعلبكي | ؟؟؟؟       | -           |      |
| - | 4           | المورد: قاموس عربي إسباني | روحي البعلبكي | ؟؟؟؟       | -           |      |
| - | 5           | المورد: قاموس عربي إسباني | روحي البعلبكي | 2005       | [ 61 ]      |      |
| - | 6           | المورد: قاموس عربي إسباني | روحي البعلبكي | 2007       | -           |      |
| - | 7           | المورد: قاموس عربي إسباني | روحي البعلبكي | 2008       | -           |      |

##### المورد: عربي ألماني
| # | صورة الغلاف | الاسم الكامل              | المؤلف        | رقم الطبعة | تاريخ النشر | مرجع   |
| - | ----------- | ------------------------- | ------------- | ---------- | ----------- | ------ |
| - |             | المورد: قاموس عربي ألماني | روحي البعلبكي | 1          | 1998        | [ 62 ] |
| - | 2           | المورد: قاموس عربي ألماني | روحي البعلبكي | 2001       | -           |        |
| - | 3           | المورد: قاموس عربي ألماني | روحي البعلبكي | 2003       | -           |        |
| - | 4           | المورد: قاموس عربي ألماني | روحي البعلبكي | 2005       | -           |        |

#### معاجم مزدوجة:إنكليزي عربي وعربي إنكليزي

##### المورد الميسر
| # | صورة الغلاف | الاسم الكامل                                   | المؤلف                       | رقم الطبعة | تاريخ النشر | مرجع   |
| - | ----------- | ---------------------------------------------- | ---------------------------- | ---------- | ----------- | ------ |
| - | -           | المورد الميسر، مزدوج إنكليزي عربي عربي إنكليزي | منير البعلبكي، روحي البعلبكي | 1          | 1979        | -      |
| - |             | المورد الميسر، مزدوج إنكليزي عربي عربي إنكليزي | منير البعلبكي، روحي البعلبكي | 14         | 2005        | [ 63 ] |

##### المورد القريب
| # | صورة الغلاف | الاسم الكامل                      | المؤلف                       | رقم الطبعة | تاريخ النشر | مرجع   |
| - | ----------- | --------------------------------- | ---------------------------- | ---------- | ----------- | ------ |
| - |             | المورد القريب: قاموس إنكليزي عربي | منير البعلبكي، روحي البعلبكي | 15         | 2004        | [ 64 ] |
| - |             | المورد القريب: قاموس إنكليزي عربي | منير البعلبكي، روحي البعلبكي | 20         | 2008        | -      |

### معاجم متعددة اللغات

#### المورد المرئي
معجم مرئي عديد اللغات: إنكليزي عربي فرنسي إسباني، مُزين بأكثر من 2500 صورة من إعداد روحي البعلبكي صدرت منه طبعة واحدة سنة 2002م.
| # | صورة الغلاف | الاسم الكامل                                                                         | المؤلف        | رقم الطبعة | تاريخ النشر | مرجع   |
| - | ----------- | ------------------------------------------------------------------------------------ | ------------- | ---------- | ----------- | ------ |
| - |             | المورد المرئي: إنكليزي عربي فرنسي إسباني قاموس موسوعي متعدد اللغات على خلفية اللوحات | روحي البعلبكي | 1          | 2002        | [ 65 ] |

#### المورد الثلاثي
معجم ثلاثي اللغات عربي إنكليزي فرنسي من إعداد روحي البعلبكي صدر منه 4 طبعات أولها سنة 2004 وآخرها سنة 2008.
| # | صورة الغلاف | الاسم الكامل                                          | المؤلف        | رقم الطبعة | تاريخ النشر | مرجع   |
| - | ----------- | ----------------------------------------------------- | ------------- | ---------- | ----------- | ------ |
| - |             | المورد الثلاثي: قاموس ثلاثي اللغات عربي إنكليزي فرنسي | روحي البعلبكي | 1          | 2004        | [ 66 ] |
| - | 2           | المورد الثلاثي: قاموس ثلاثي اللغات عربي إنكليزي فرنسي | روحي البعلبكي | 2004       | [ 67 ]      |        |
| - | 3           | المورد الثلاثي: قاموس ثلاثي اللغات عربي إنكليزي فرنسي | روحي البعلبكي | 2005       | [ 68 ]      |        |
| - | 4           | المورد الثلاثي: قاموس ثلاثي اللغات عربي إنكليزي فرنسي | روحي البعلبكي | 2008       | [ 69 ]      |        |

#### المورد الثلاثي للطلاب
نسخة مبسطة من المورد الثلاثي، موجهة للطلاب، من إعداد روحي البعلبكي صدر في طبعتين أولهما سنة 2007م والثانية سنة 2008م.
| # | صورة الغلاف | الاسم الكامل                                        | المؤلف        | رقم الطبعة | تاريخ النشر | مرجع   |
| - | ----------- | --------------------------------------------------- | ------------- | ---------- | ----------- | ------ |
| - |             | المورد الثلاثي: قاموس أساسي مبسط عربي إنكليزي فرنسي | روحي البعلبكي | 1          | 2007        | [ 70 ] |
| - | 2           | المورد الثلاثي: قاموس أساسي مبسط عربي إنكليزي فرنسي | روحي البعلبكي | 2008       | [ 71 ]      |        |

## ملاحق
في آخر الكتاب ملحقان:
- مصابيح التجربية: دراسة تحليلة مقارنة لمجموعة من الأمثال الإنكليزية ومقابلاتها العربية.
- معجم أعلام (Biographical Names): يحتوي على تراجم موجزة لأعلام من دول شتى، وصفحاته 91.

## اقرأ أيضًا
- موسوعة المورد